# Списак награда и номинација серије Жица
Жица је америчка криминалистичка драмска телевизијска серија коју је креирао Дејвид Сајмон, а емитује је кабловска мрежа ХБО. Премијерно је приказана 2. јуна 2002., а приказивање је завршено 9. марта 2008. и састојало се од шездесет епизода у пет сезона. Радња серије је смештена у Балтимору, Мериленд, Жица прати различите аспекте градског живота, као што су илегална трговина дрогом, образовни систем и медији, као и њихов однос са органима за спровођење закона. Серија садржи разнолику поставу глумаца ветерана и почетника; велики број афроамеричких глумаца у серији сматран је револуционарним за то време.
Жица је нашироко хваљена као једна од највећих телевизијских серија свих времена. Међутим, упркос похвалама критичара, емисија је током приказивања добила релативно мало награда. Била је номинована за само две Награде Еми за програм у ударном термину — обе за изванредан сценарио за драмску серију — и није освојила ниједну. Многи су њен недостатак признања, посебно у категорији изванредних драмских серија, назвали једном од највећих презирности Емија икада. Појединци су тврдили да је недостатак признања био последица густих заплета у серији и неповезаности између балтиморског окружења у којем је смештена серија и гласача у Лос Анђелесу.
Поред Емија, Жица је освојила награду Удружења америчких писаца за телевизију: Writers Guild of America Award за Телевизија: драмска серија 2008. године, као и награду Удружења америчких режисера за епизоду „Транзиције“ 2009. године. Амерички филмски институт ју је три пута прогласио једним од најбољих телевизијских програма године и добила је награду Пибоди 2004. године. Серија је била номинована за шеснаест NAACP Image Awards, али није освојила ни једну. Такође је номинована за десет награда Удружења телевизијских критичара а освојила је једино Heritage Award 2008.

## Награде и номинације
| Награда                               | Година | Категорија                                                                                   | Номинован                                               | Резултат   | Реф.   |
| ------------------------------------- | ------ | -------------------------------------------------------------------------------------------- | ------------------------------------------------------- | ---------- | ------ |
| American Black Film Festival Awards   | 2020   | Classic Television Award                                                                     | Жица                                                    | Освојено   | [ 10 ] |
| American Cinema Editors Awards        | 2007   | Најбоље монтирана једночасовна серија за некомерцијалну телевизију                           | Кејт Сенфорд (за епизоду „Boys of Summer”)              | Освојено   | [ 11 ] |
| American Cinema Editors Awards        | 2009   | Најбоље монтирана једночасовна серија за некомерцијалну телевизију                           | Кејт Сенфорд (за „More With Less”5)                     | Номинација | [ 12 ] |
| American Film Institute Awards        | 2003   | Телевизијски програм године                                                                  | Жица                                                    | Освојено   | [ 13 ] |
| American Film Institute Awards        | 2006   | Телевизијски програм године                                                                  | Жица                                                    | Освојено   | [ 14 ] |
| American Film Institute Awards        | 2008   | Телевизијски програм године                                                                  | Жица                                                    | Освојено   | [ 15 ] |
| Artios Awards                         | 2003   | Изванредно остварење у кастингу пилот-епизоде драме                                          | Алекса Л. Фогел и Пет Морган (за „The Target”)          | Освојено   | [ 16 ] |
| ASCAP Awards                          | 2004   | Најбоља телевизијска серија                                                                  | Том Вејтс                                               | Освојено   | [ 17 ] |
| Banff Rockie Awards                   | 2007   | Најбоља серија у наставцима                                                                  | Жица (за „Boys of Summer”)                              | Номинација | [ 18 ] |
| British Academy Television Awards     | 2009   | Најбоља интернационална серија                                                               | Жица                                                    | Номинација | [ 19 ] |
| Crime Thriller Awards                 | 2008   | Интернационална ТВ крими драма                                                               | Жица                                                    | Освојено   | [ 20 ] |
| Crime Thriller Awards                 | 2008   | Најбољи глумац                                                                               | Доминик Вест                                            | Номинација | [ 20 ] |
| Crime Thriller Awards                 | 2009   | International TV Dagger                                                                      | Жица                                                    | Освојено   | [ 21 ] |
| Crime Thriller Awards                 | 2009   | Најбољи глумац                                                                               | Доминик Вест                                            | Освојено   | [ 21 ] |
| Directors Guild of America Awards     | 2009   | Изваредно редитељско остварење драмске серије - Ноћ                                          | Ден Атијас (за „Transitions”)                           | Освојено   | [ 22 ] |
| Edgar Awards                          | 2003   | Најбољи телеплеј телевизијске епизоде                                                        | Дејвид Сајмон and Ед Бернс (за „The Target”)            | Номинација | [ 23 ] |
| Edgar Awards                          | 2007   | Најбоље дуго остварење на телевизији/мини-серији телеплеј                                    | Жица                                                    | Освојено   | [ 24 ] |
| Медијска награда ГЛААД                | 2003   | Изузетна драмска серија                                                                      | Жица                                                    | Номинација | [ 25 ] |
| Медијска награда ГЛААД                | 2005   | Изузетна драмска серија                                                                      | Жица                                                    | Номинација | [ 26 ] |
| Golden Reel Awards                    | 2007   | Најбоља монтажа звука на телевизији: кратка форма — дијалог и аутоматизована замена дијалога | Вил Ралстон, Игор Николић и Метју Хаш (за „Misgivings”) | Номинација | [ 27 ] |
| Humanitas Prizes                      | 2008   | Категорија до 60 минута                                                                      | Џорџ Пелеканос и Дejвид Симон (за „Late Editions”)      | Номинација | [ 28 ] |
| Irish Film and Television Awards      | 2009   | Најбољи глумац у главној улози - телевизија                                                  | Ејдан Гилен                                             | Освојено   | [ 29 ] |
| NAACP Image Awards                    | 2003   | Изузетна драмска серија                                                                      | Жица                                                    | Номинација | [ 30 ] |
| NAACP Image Awards                    | 2004   | Изузетна драмска серија                                                                      | Жица                                                    | Номинација | [ 31 ] |
| NAACP Image Awards                    | 2004   | Изузетан глумац у драмској серији                                                            | Вендел Пирс                                             | Номинација | [ 31 ] |
| NAACP Image Awards                    | 2005   | Изузетна драмска серија                                                                      | Жица                                                    | Номинација | [ 32 ] |
| NAACP Image Awards                    | 2005   | Изузетан споредни глумац у драмској серији                                                   | Идрис Елба                                              | Номинација | [ 32 ] |
| NAACP Image Awards                    | 2005   | Изузетна споредна глумица у драмској серији                                                  | Соња Сон                                                | Номинација | [ 32 ] |
| NAACP Image Awards                    | 2007   | Изузетна драмска серија                                                                      | Жица                                                    | Номинација | [ 33 ] |
| NAACP Image Awards                    | 2007   | Изузетан глумац у драмској серији                                                            | Мајкел К. Вилијамс                                      | Номинација | [ 33 ] |
| NAACP Image Awards                    | 2007   | Изузетан споредни глумац у драмској серији                                                   | Вендел Пирс                                             | Номинација | [ 33 ] |
| NAACP Image Awards                    | 2007   | Изузетан споредни глумац у драмској серији                                                   | Глин Турман                                             | Номинација | [ 33 ] |
| NAACP Image Awards                    | 2007   | Изваредно режирање драмске серије                                                            | Сет Ман (за „Home Rooms”)                               | Номинација | [ 33 ] |
| NAACP Image Awards                    | 2009   | Изузетна драмска серија                                                                      | Жица                                                    | Номинација | [ 34 ] |
| NAACP Image Awards                    | 2009   | Изузетан споредни глумац у драмској серији                                                   | Вендел Пирс                                             | Номинација | [ 34 ] |
| NAACP Image Awards                    | 2009   | Изузетан споредни глумац у драмској серији                                                   | Мајкел К. Вилијамс                                      | Номинација | [ 34 ] |
| NAACP Image Awards                    | 2009   | Изузетна споредна глумица у драмској серији                                                  | Соња Сон                                                | Номинација | [ 34 ] |
| NAACP Image Awards                    | 2009   | Изваредно режирање драмске серије                                                            | Сет Ман (за „The Dickensian Aspect”)                    | Номинација | [ 34 ] |
| NAMIC Vision Awards                   | 2003   | Најбоља драма                                                                                | Жица (за „Cleaning Up”)                                 | Номинација | [ 35 ] |
| NAMIC Vision Awards                   | 2003   | Најбољи глумачки наступ у драмској серији                                                    | Соња Сон (за „The Cost”)                                | Номинација | [ 35 ] |
| NAMIC Vision Awards                   | 2005   | Најбоља драма                                                                                | Жица (за „Time After Time”)                             | Номинација | [ 35 ] |
| NAMIC Vision Awards                   | 2005   | Најбољи глумачки наступ у драмској серији                                                    | Идрис Елба (за „Time After Time”)                       | Номинација | [ 35 ] |
| NAMIC Vision Awards                   | 2007   | Најбоља драма                                                                                | Жица (за „Boys of Summer”)                              | Номинација | [ 36 ] |
| Peabody Awards                        | 2004   | —                                                                                            | Жица                                                    | Освојено   | [ 37 ] |
| Primetime Emmy Awards                 | 2005   | Изузетно писање за драмску серију                                                            | Џорџ Пелеканос и Дејвид Сајмон (за "Middle Ground")     | Номинација | [ 38 ] |
| Primetime Emmy Awards                 | 2008   | Изузетно писање за драмску серију                                                            | Дејвид Сајмон и Ед Бернс (за „-30-”)                    | Номинација | [ 39 ] |
| Награде Сателит                       | 2006   | Најбоља телевизијска серија, драма                                                           | Жица                                                    | Номинација | [ 40 ] |
| Television Critics Association Awards | 2003   | Програм године                                                                               | Жица                                                    | Номинација | [ 41 ] |
| Television Critics Association Awards | 2003   | Изванредно остварење у драми                                                                 | Жица                                                    | Номинација | [ 41 ] |
| Television Critics Association Awards | 2003   | Изузетан нови Програм године                                                                 | Жица                                                    | Номинација | [ 41 ] |
| Television Critics Association Awards | 2004   | Изванредно остварење у драми                                                                 | Жица                                                    | Номинација | [ 42 ] |
| Television Critics Association Awards | 2007   | Програм године                                                                               | Жица                                                    | Номинација | [ 43 ] |
| Television Critics Association Awards | 2007   | Изванредно остварење у драми                                                                 | Жица                                                    | Номинација | [ 43 ] |
| Television Critics Association Awards | 2008   | Програм године                                                                               | Жица                                                    | Номинација | [ 44 ] |
| Television Critics Association Awards | 2008   | Изванредно остварење у драми                                                                 | Жица                                                    | Номинација | [ 44 ] |
| Television Critics Association Awards | 2008   | Индивидуално достигнуће у драми                                                              | Дејвид Сајмон                                           | Номинација | [ 44 ] |
| Television Critics Association Awards | 2008   | Heritage Award                                                                               | Жица                                                    | Освојено   | [ 44 ] |
| Writers Guild of America Awards       | 2008   | Телевизија: драмска серија                                                                   | Жица                                                    | Освојено   | [ 45 ] |
| Writers Guild of America Awards       | 2008   | Телевизија: драмска серија у форми епизода                                                   | Дејвид Сајмон и Ед Бернс (за „Final Grades”)            | Номинација | [ 45 ] |
| Writers Guild of America Awards       | 2009   | Телевизија: драмска серија                                                                   | Жица                                                    | Номинација | [ 46 ] |